# Найпівнічніші поселення у світі
Найпівнічніше місто з населенням понад 100 000 чоловік — Норильськ; місто з населенням понад 1 мільйон — Санкт-Петербург. Найпівнічніша столиця є в Ісландії — Рейк'явік. Найбільше місто за Полярним колом — Мурманськ,
а найпівнічніший населений пункт у світі Алерт. 
У цій статті наведено список найпівнічніших поселень у світі.

## Поселення
У цьому списку вказані обжиті поселення, що розташовані найближче до Північного полюсу, впорядковані за відстанню до нього (із заокругленням до 5 км). Тут слово «селище» вжито в широкому розумінні (міста, об'єднання, дослідницькі станції і т. д.). У список включено лише поселення, розташовані північніше від 70 градуса широти. У графі «населення» вказано постійне населення (хоча тимчасове населення може бути набагато більшим).
| Назва                       | Географічна зона       | Країна                        | Тип                                | Населення | Координати                                                                      | Відстань до полюса (км) |
| --------------------------- | ---------------------- | ----------------------------- | ---------------------------------- | --------- | ------------------------------------------------------------------------------- | ----------------------- |
| Алерт                       | Елсмір                 | Канада (Нунавут)              | Військова база, Метеостанція       | 6         | 82°29′56.48″ пн. ш. 62°21′08.78″ зх. д. / 82.4990222° пн. ш. 62.3524389° зх. д. | 835                     |
| Норд                        | Гренландія             | Данія                         | Військова база                     | 5         | 81°43′ пн. ш. 17°30′ зх. д. / 81.717° пн. ш. 17.500° зх. д.                     | 920                     |
| Обсерваторія імені Кренкеля | Земля Франца-Йосифа    | Росія (Архангельська область) | Метеостанція                       | 0         | 80°37′ пн. ш. 58°02′ зх. д. / 80.617° пн. ш. 58.033° зх. д.                     | 1080                    |
| Юрика                       | Елсмір                 | Канада (Нунавут)              | Дослідницька станція               | 0         | 80°13′ пн. ш. 86°11′ зх. д. / 80.217° пн. ш. 86.183° зх. д.                     | 1 085                   |
| Ню-Олесунн                  | Шпіцберген             | Норвегія                      | Дослідницьке селище                | 30        | 78°55′ пн. ш. 11°56′ сх. д. / 78.917° пн. ш. 11.933° сх. д.                     | 1 230                   |
| Піраміден                   | Шпіцберген             | Росія                         | Шахтарське селище (законсервовано) | 5         | 78°41′ пн. ш. 16°24′ сх. д. / 78.683° пн. ш. 16.400° сх. д.                     | 1 255                   |
| Ета                         | Гренландія             | Данія                         | Селище (залишене)                  | 0         | 78°19′ пн. ш. 72°38′ зх. д. / 78.317° пн. ш. 72.633° зх. д.                     | 1 295                   |
| Лонг'їр                     | Шпіцберген             | Норвегія                      | Селище                             | 1 975     | 78°13′ пн. ш. 15°33′ сх. д. / 78.217° пн. ш. 15.550° сх. д.                     | 1 305                   |
| Грумант                     | Шпіцберген             | Норвегія                      | Шахтарське селище (законсервовано) | 0         | 78°11′ пн. ш. 15°08′ сх. д. / 78.183° пн. ш. 15.133° сх. д.                     | 1 315                   |
| Баренцбург                  | Шпіцберген             | Росія                         | Селище                             | 500—600   | 78°04′ пн. ш. 14°13′ сх. д. / 78.067° пн. ш. 14.217° сх. д.                     | 1 325                   |
| Свеагрува                   | Шпіцберген             | Норвегія                      | Селище                             | ?         | 77°54′ пн. ш. 16°41′ сх. д. / 77.900° пн. ш. 16.683° сх. д.                     | 1 340                   |
| Сіорапалук                  | Гренландія             | Данія                         | Селище                             | 87        | 77°47′ пн. ш. 70°46′ зх. д. / 77.783° пн. ш. 70.767° зх. д.                     | 1 355                   |
| Каанаак                     | Гренландія             | Данія                         | Селище                             | 640       | 77°29′ пн. ш. 69°20′ зх. д. / 77.483° пн. ш. 69.333° зх. д.                     | 1 390                   |
| Гриз-Фіорд                  | Елсмір                 | Канада (Нунавут)              | Селище                             | 163       | 76°25′ пн. ш. 82°54′ зх. д. / 76.417° пн. ш. 82.900° зх. д.                     | 1 505                   |
| Резольют                    | Острів Корнуелл        | Канада (Нунавут)              | Селище                             | 215       | 74°42′ пн. ш. 94°50′ зх. д. / 74.700° пн. ш. 94.833° зх. д.                     | 1 700                   |
| Діксон                      | Континентальна Азія    | Росія (Красноярський край)    | Селище                             | 742       | 73°30′ пн. ш. 80°32′ сх. д. / 73.500° пн. ш. 80.533° сх. д.                     | 1 830                   |
| Арктик-Бей                  | Баффінова Земля        | Канада                        | Селище                             | 646       | 73°02′ пн. ш. 85°09′ зх. д. / 73.033° пн. ш. 85.150° зх. д.                     | 1 880                   |
| Понд-Інлет                  | Баффінова Земля        | Канада                        | Селище                             | 1 220     | 72°42′ пн. ш. 77°59′ зх. д. / 72.700° пн. ш. 77.983° зх. д.                     | 1 920                   |
| Хатанга                     | Континентальна Азія    | Росія (Красноярський край)    | Селище                             | 3 450     | 71°59′ пн. ш. 102°30′ сх. д. / 71.983° пн. ш. 102.500° сх. д.                   | 2 000                   |
| Тіксі                       | Континентальна Азія    | Росія (Якутія)                | Місто                              | 5 873     | 71°38′ пн. ш. 128°52′ сх. д. / 71.633° пн. ш. 128.867° сх. д.                   | 2 040                   |
| Рогачово                    | Нова Земля             | Росія (Архангельська область) | Селище                             | 99        | 71°36′ пн. ш. 52°24′ сх. д. / 71.600° пн. ш. 52.400° сх. д.                     | 2 050                   |
| Білушача Губа               | Нова Земля             | Росія (Архангельська область) | Селище                             | 2 792     | 71°32′ пн. ш. 52°20′ сх. д. / 71.533° пн. ш. 52.333° сх. д.                     | 2 075                   |
| Барроу                      | Континентальна Америка | США (Аляска)                  | Город                              | 4 218     | 71°32′ пн. ш. 156°44′ зх. д. / 71.533° пн. ш. 156.733° зх. д.                   | 2 075                   |
| Скарсваг                    | Магероя                | Норвегія                      | Селище                             | 141       | 71°07′ пн. ш. 25°49′ сх. д. / 71.117° пн. ш. 25.817° сх. д.                     | 2 095                   |
| Ґамвік                      | Континентальна Європа  | Норвегія                      | Селище                             | 900       | 71°03′ пн. ш. 28°11′ сх. д. / 71.050° пн. ш. 28.183° сх. д.                     | 2 105                   |
| Хоннінгсвог                 | Магероя                | Норвегія                      | Селище                             | 2 575     | 70°59′ пн. ш. 25°59′ сх. д. / 70.983° пн. ш. 25.983° сх. д.                     | 2 110                   |
| Гаммерфест                  | Квалоя                 | Норвегія                      | Місто                              | 9 200     | 70°39′ пн. ш. 23°41′ сх. д. / 70.650° пн. ш. 23.683° сх. д.                     | 2 145                   |

## Великі міста
У цьому списку вказані міста з населенням понад 50 000 жителів, розташовані за північним полярним колом.
| Назва                                | Країна                     | Населення | Координати                                                  |
| ------------------------------------ | -------------------------- | --------- | ----------------------------------------------------------- |
| Тромсьо                              | Норвегія                   | 61 897    | 69°40′ пн. ш. 18°56′ сх. д. / 69.667° пн. ш. 18.933° сх. д. |
| Талнах (до об'єднання з Норильськом) | Росія (Красноярський край) | 58 654    | 69°30′ пн. ш. 88°24′ сх. д. / 69.500° пн. ш. 88.400° сх. д. |
| Норильськ                            | Росія (Красноярський край) | 134 832   | 69°21′ пн. ш. 88°12′ сх. д. / 69.350° пн. ш. 88.200° сх. д. |
| Сєвєроморськ                         | Росія (Мурманська область) | 55 102    | 69°04′ пн. ш. 33°25′ сх. д. / 69.067° пн. ш. 33.417° сх. д. |
| Мурманськ                            | Росія (Мурманська область) | 336 137   | 68°58′ пн. ш. 33°05′ сх. д. / 68.967° пн. ш. 33.083° сх. д. |
| Апатити                              | Росія (Мурманська область) | 64 405    | 67°34′ пн. ш. 33°24′ сх. д. / 67.567° пн. ш. 33.400° сх. д. |
| Воркута                              | Росія (Республіка Комі)    | 84 917    | 67°30′ пн. ш. 64°02′ сх. д. / 67.500° пн. ш. 64.033° сх. д. |